# かなざわいっせい
かなざわ いっせい（本名・金澤 一成、1955年 - 2020年3月5日）は、日本のフリーライター。兵庫県姫路市出身。早稲田大学卒。

## 来歴・人物
1975年ごろ、友人に勧められたのをきっかけに馬券を買い始める。1983年末に東京都内の室内装飾会社を退職後、翌1984年から茨城県稲敷郡の競走馬育成牧場に勤務。退職後、北海道の川上悦夫牧場で夏季アルバイトを経験。
1987年、競馬雑誌『優駿』主催の「'87優駿エッセイ賞」に応募し第1次選考を通過、同誌ではのちに書評コーナーを担当。1990年ごろからフリーライターとして活動を始める。1994年、『週刊競馬ブック』にてエッセイ「八方破れ」を連載開始。
雑誌、ムックへの寄稿多数。競馬以外の分野では、趣味である裁判の傍聴を題材とした読み物を東京スポーツに連載。
2020年3月9日発売の週刊競馬ブック誌上で、3月5日に食道がんのため死去した旨が報じられた。65歳没。死去当時朝日新聞記者だった有吉正徳によると、癌に冒されていたことは本人の強い希望により極限られた人物にしか通知していなかったという。

## 著書
- 競馬の友（1994年、ベストブック）ISBN 978-4831492098
- 中央競馬ビギナーズガイド（1996年、毎日コミュニケーションズ）ISBN 978-4895637251
- 七転び八つアタリ（1996年、サラブレッド血統センター）ISBN 978-4879001528
- 続・七転び八つアタリ（1997年、サラブレッド血統センター）ISBN 978-4879001542
- 続々・七転び八つアタリ（1998年、サラブレッド血統センター）ISBN 978-4879001559
- 八方破れ どもならん！（2002年、流星社）ISBN 978-4947770189
- 八方破れ だけんども、しかし（2002年、流星社）ISBN 978-4947770196
- ファイト！（2003年、講談社）ISBN 978-4062737142
- かなざわいっせいの本人は気付いていないが大化けする可能性を秘めた思いつきという名の馬券術55（2005年、白夜書房）ISBN 978-4861910135
- すごい裁判官・検察官ベスト30（2008年、東邦出版）ISBN 978-4809406843

## テレビ番組
- かなざわいっせいのケイバ考現学（2000年、Jドキュメント750。監修・出演）

## 交友関係
石川ワタル、亀和田武は友人。著書では亀和田のことを「亀おやじ」と呼んでいる。
『あやしい馬券心理ファイル』などの著書を残した谷川弘虫とは別冊宝島でともに執筆した関係で、誌上で座談したこともあった。石川喬司はふたりの間柄について同一人物説を唱えている。親友は、柴田おとうである。